# Olympiaausscheidungsrennen im Straßenradsport 1956
Die Olympiaausscheidungsrennen im Straßenradsport 1956 waren vier Radrennen, bei denen die Teilnehmer im Straßenradsport für die gesamtdeutsche Mannschaft bei den Olympischen Sommerspielen in Melbourne 1956 ermittelt wurden. Sie fanden in einem Rennen in der Bundesrepublik und in drei Rennen in der DDR im Vorfeld der Olympischen Spiele statt. Ursprünglich geplant waren sechs Rennen.

## Vorgeschichte und historischer Kontext
Am 18. März 1956 einigten sich die beiden deutschen Nationalen Olympischen Komitees (NOK) auf eine gesamtdeutsche Mannschaft für Melbourne. Die jeweiligen Fachverbände wurden beauftragt, Vorschläge für Ausscheidungswettkämpfe zu erarbeiten. Der Bund Deutscher Radfahrer (BDR) und der Deutsche Radsport-Verband der DDR (DRSV) einigten sich auf sechs Ausscheidungsrennen, die paritätisch in beiden Ländern ausgetragen werden sollten.
Jeder Verband benannte im Vorfeld einen Kader von 20 Radrennfahrern für beide Rennen. Der Nominierungsmodus lautete: 20 Punkte je Rennen für den 1. Platz absteigend bis zu 1 Punkt für den 20. Platz. Die punktbesten vier Fahrer sollten in die Olympiamannschaft aufgenommen werden.

### 1. Rennen am 15. Juli in Fröndenberg/Ruhr (122 Kilometer)
Ein Rundkurs von 6,1 Kilometern bei Fröndenberg/Ruhr war zwanzigmal zu durchfahren. Von den 40 gemeldeten Radrennfahrern traten 38 an. Mitfavorit Edi Ziegler fiel nach drei Reifendefekten weit zurück. In der 16. Runde fuhren fünf Fahrer des DRSV einen erfolgreichen Ausreißversuch und kamen mit einem Vorsprung von 1 Minute und 30 Sekunden ins Ziel. Erst auf dem 6. Platz kam mit Reinhold Pommer der beste Fahrer des BDR ins Ziel.

#### Ergebnis
| Platz | Fahrer                 | Verband | Punkte |
| ----- | ---------------------- | ------- | ------ |
| 01.   | Gustav-Adolf Schur     | DRSV    | 20     |
| 02.   | Helmut Stolper         | DRSV    | 19     |
| 03.   | Horst Tüller           | DRSV    | 18     |
| 04.   | Erich Hagen            | DRSV    | 17     |
| 05.   | Dieter Lüder           | DRSV    | 16     |
| 06.   | Werner Malitz          | DRSV    | 15     |
| 07.   | Reinhold Pommer        | BDR     | 14     |
| 08.   | Rolf Töpfer            | DRSV    | 13     |
| 09.   | Hanns Brinckmann       | BDR     | 12     |
| 010.  | Karl-Heinz Schlossarek | BDR     | 11     |
| 0 …   |                        |         |        |

### 2. Rennen am 19. August Pößneck (198 Kilometer)
Das Rennen wurde auf dem Kurs des traditionsreichen Straßenrennens Rund um das Saaletal ausgefahren. 32 von den ursprünglich 40 namentlich benannten Fahrern nahmen das Rennen auf. Bereits nach vier Kilometern schied Edi Ziegler nach einem Rahmenbruch aus. Auch Karl Loy, Roland Henning und Werner Malitz schieden nach einem Raddefekt wenig später aus. 20 Kilometer vor dem Ziel setzten sich Gustav-Adolf Schur und Horst Tüller von der Spitzengruppe ab und erreichten als Duo das Ziel. Den Sprint der Verfolger gewann Reinhold Pommer.

#### Ergebnis
| Platz | Fahrer             | Verband | Punkte |
| ----- | ------------------ | ------- | ------ |
| 01.   | Gustav-Adolf Schur | DRSV    | 20     |
| 02.   | Horst Tüller       | DRSV    | 19     |
| 03.   | Reinhold Pommer    | BDR     | 18     |
| 04.   | Günter Grünwald    | DRSV    | 17     |
| 05.   | Wolfgang Braune    | DRSV    | 16     |
| 06.   | Helmut Stolper     | DRSV    | 15     |
| 07.   | Günter Teske       | DRSV    | 14     |
| 08.   | Lothar Meister I   | DRSV    | 13     |
| 09.   | Erich Hagen        | DRSV    | 12     |
| 010.  | Detlef Zabel       | DRSV    | 11     |
| 0 …   |                    |         |        |

### 3. Rennen am 16. September in Halle an der Saale (83,4 Kilometer)
Start und Ziel des Einzelzeitfahrens war Diemitz bei Halle an der Saale. Die Strecke führte über die Autobahn zwischen Halle und Leipzig. 34 Fahrer traten an. Gustav-Adolf Schur konnte nach einer Knieverletzung nicht starten. Lange Zeit hielt Reinhold Pommer die Bestzeit. Schneller war nur Erich Hagen, der das Rennen gewann.

#### Ergebnis
| Platz | Fahrer             | Verband | Punkte |
| ----- | ------------------ | ------- | ------ |
| 01.   | Erich Hagen        | DRSV    | 20     |
| 02.   | Reinhold Pommer    | BDR     | 19     |
| 03.   | Bernhard Trefflich | DRSV    | 18     |
| 04.   | Benno Funda        | DRSV    | 17     |
| 05.   | Edi Ziegler        | BDR     | 16     |
| 06.   | Roland Henning     | DRSV    | 15     |
| 07.   | Willy Funke        | BDR     | 14     |
| 08.   | Johannes Schober   | DRSV    | 13     |
| 09.   | Meier              | BDR     | 12     |
| 010.  | Rolf Töpfer        | DRSV    | 11     |
| 0 …   |                    |         |        |

### 4. Rennen am 30. September in Leutersdorf (Oberlausitz) (150 Kilometer)
Das Rennen firmierte als Grenzlandstraßenpreis der Oberlausitz. 35 Fahrer waren am Start. Vom BDR fehlten Wolfgang Handlohser und Jürgen Meinhold, vom DRSV Werner Malitz, Gustav-Adolf Schur und Lothar Meister I. Zur Hälfte des Rennens löste sich eine Gruppe von neun Fahrern aus dem Hauptfeld. Aus dieser Gruppe konnten sich Wolfgang Conrad, Horst Tüller und Günter Teske absetzen und gemeinsam das Ziel erreichen. Dort gewann Conrad den Sprint. Conrad war vom BDR für dieses Rennen nachnominiert worden.

#### Ergebnis
| Platz | Fahrer                 | Verband | Punkte |
| ----- | ---------------------- | ------- | ------ |
| 01.   | Wolfgang Conrad        | BDR     | 20     |
| 02.   | Horst Tüller           | DRSV    | 19     |
| 03.   | Günter Teske           | DRSV    | 18     |
| 04.   | Wolfgang Grabo         | DRSV    | 17     |
| 05.   | Lothar Meister II      | DRSV    | 16     |
| 06.   | Bernhard Trefflich     | DRSV    | 15     |
| 07.   | Roland Henning         | DRSV    | 14     |
| 08.   | Wolfgang Braune I      | DRSV    | 13     |
| 09.   | Karl-Heinz Schlossarek | BDR     | 12     |
| 010.  | Wolfgang Steinbach     | BDR     | 11     |
| 0 …   |                        |         |        |

Anfang Oktober sagte der Bund Deutscher Radfahrer die für den 7. Oktober in Neumarkt in der Oberpfalz und den 14. Oktober in Bielefeld geplanten letzten beiden Rennen ab. Begründet wurde die Absage mit „finanziellen und organisatorischen Problemen“. Zugleich erklärte der BDR sich damit einverstanden, die Gesamtwertung der ersten vier Rennen zur Bildung der gemeinsamen Mannschaft heranzuziehen.

### Gesamtergebnis der vier Ausscheidungsrennen
| Platz | Fahrer             | Verband | Punkte |
| ----- | ------------------ | ------- | ------ |
| 01.   | Horst Tüller       | DRSV    | 58     |
| 02.   | Reinhold Pommer    | BDR     | 51     |
| 03.   | Erich Hagen        | DRSV    | 49     |
| 04    | Günter Teske       | DRSV    | 41     |
| 05.   | Gustav-Adolf Schur | DRSV    | 40     |
| 06.   | Wolfgang Braune    | DRSV    | 39     |
| 07.   | Bernhard Trefflich | DRSV    | 38     |
| 07.   | Helmut Stolper     | DRSV    | 38     |
| 09.   | Wolfgang Grabo     | DRSV    | 36     |
| 010.  | Dieter Lüder       | DRSV    | 33     |
| 011.  | Roland Henning     | DRSV    | 29     |
| 011.  | Hanns Brinckmann   | BDR     | 29     |
| 011.  | Rolf Töpfer        | DRSV    | 29     |
| 014.  | Georg Stoltze      | DRSV    | 28     |
| 0 …   |                    |         |        |

Damit erhielten der BDR einen und der DRSV drei Startplätze für Melbourne. Der BDR nominierte Reinhold Pommer, der DRSV Gustav-Adolf Schur, Erich Hagen und Horst Tüller. Als Ersatzfahrer wurden Wolfgang Conrad (BDR) und Günter Teske (DRSV) benannt.